# فهرست ایالت‌های نیجریه بر پایه جمعیت
فهرست ایالت‌های نیجریه بر پایه جمعیت طبق سرشماری سال ۲۰۰۶ و سال ۲۰۱۶ میلادی به شرح زیر است.

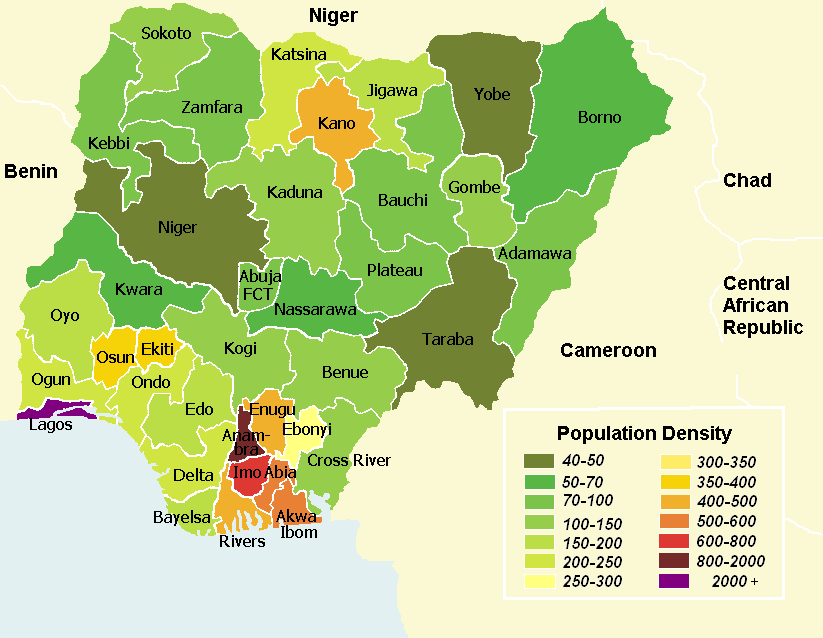

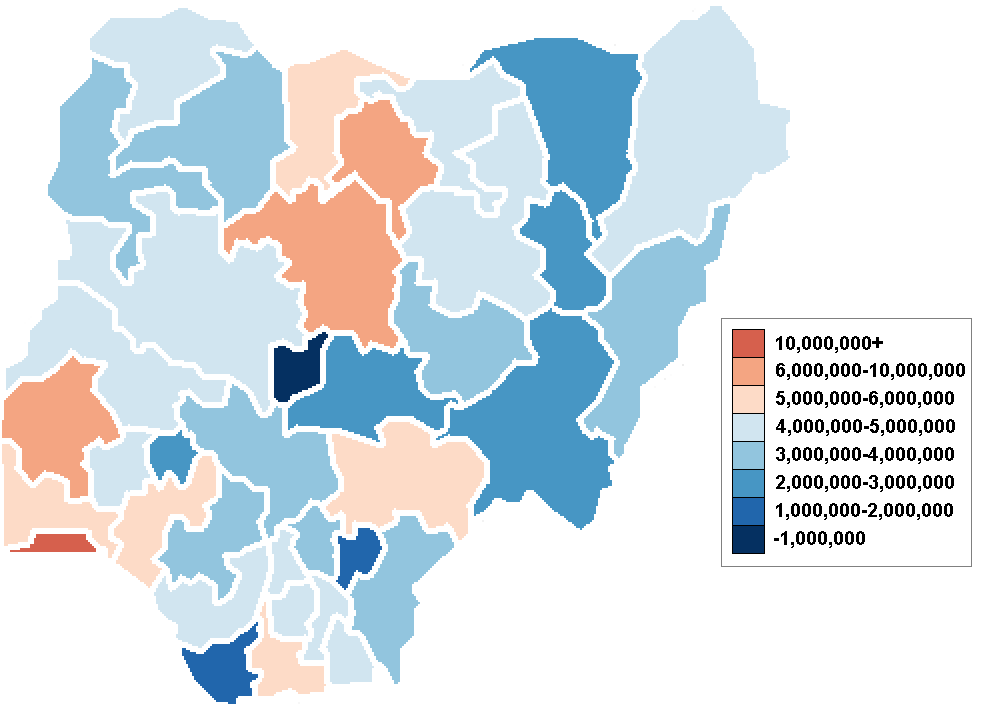

| رتبه | ایالت                  | جمعیت (۲۰۰۶) | جمعیت (۲۰۱۶) |
| ---- | ---------------------- | ------------ | ------------ |
| ۱    | ایالت کانو             | ۱۰٬۴۰۱٬۲۸۸   | ۱۶٬۰۷۶٬۸۹۲   |
| ۲    | ایالت لاگوس            | ۷٬۱۱۳٬۶۰۵    | ۱۱٬۰۰۰٬۵۹۸   |
| ۳    | ایالت کادونا           | ۶٬۱۱۳٬۵۰۳    | ۸٬۲۵۲٬۳۶۶    |
| ۴    | ایالت کاتسینا          | ۵٬۸۰۱٬۵۸۴    | ۷٬۸۳۱٬۳۱۹    |
| ۵    | ایالت اویو             | ۵٬۵۸۰٬۸۹۴    | ۷٬۰۱۰٬۸۶۴    |
| ۶    | ایالت ریورز            | ۵٬۱۹۸٬۶۰۵    | ۷٬۰۰۰٬۹۲۴    |
| ۷    | ایالت باوچی            | ۴٬۶۵۳٬۰۶۶    | ۶٬۸۳۴٬۳۱۴    |
| ۸    | ایالت جیگاوا           | ۴٬۳۶۱٬۰۰۲    | ۶٬۰۰۰٬۱۶۳    |
| ۹    | ایالت بنوئه            | ۴٬۲۵۳٬۶۴۱    | ۵٬۷۴۱٬۸۱۵    |
| ۱۰   | ایالت انامبرا          | ۴٬۱۷۷٬۸۲۸    | ۵٬۵۲۷٬۸۰۹    |
| ۱۱   | ایالت بورنو            | ۴٬۱۷۱٬۱۰۴    | ۵٬۸۶۰٬۱۸۳    |
| ۱۲   | ایالت دلتا             | ۴٬۱۱۲٬۴۴۵    | ۵٬۶۶۳٬۳۶۲    |
| ۱۳   | ایالت نیجر             | ۳٬۹۵۴٬۷۷۲    | ۵٬۵۵۶٬۲۴۷    |
| ۱۴   | ایالت ایمو             | ۳٬۹۲۷٬۵۶۳    | ۵٬۴۰۸٬۷۵۶    |
| ۱۵   | ایالت اکوا ایبوم       | ۳٬۱۷۸٬۹۵۰    | ۵٬۴۸۲٬۱۷۷    |
| ۱۶   | ایالت اوگون            | ۳٬۷۵۱٬۱۴۰    | ۵٬۲۷۱٬۷۱۶    |
| ۱۷   | ایالت سوکوتو           | ۳٬۷۰۲٬۶۷۶    | ۴٬۹۹۸٬۰۹۰    |
| ۱۸   | ایالت اوندو            | ۳٬۴۶۰٬۸۷۷    | ۴٬۶۷۱٬۶۵۹    |
| ۱۹   | ایالت اوسون            | ۳٬۴۱۶٬۹۵۹    | ۴٬۷۰۵٬۵۸۹    |
| ۲۰   | ایالت کوگی             | ۳٬۳۱۴٬۰۴۳    | ۴٬۴۷۳٬۴۹۰    |
| ۲۱   | ایالت زامفارا          | ۳٬۲۷۸٬۸۷۳    | ۴٬۵۱۵٬۴۲۷    |
| ۲۲   | ایالت انوگو            | ۳٬۲۶۷٬۸۳۷    | ۴٬۴۱۱٬۱۱۹    |
| ۲۳   | ایالت کبی              | ۳٬۲۵۶٬۵۴۱    | ۴٬۴۴۰٬۰۵۰    |
| ۲۴   | ایالت ادو              | ۳٬۲۳۳٬۳۶۶    | ۴٬۲۳۵٬۵۹۵    |
| ۲۵   | ایالت پلاتو            | ۳٬۲۰۶٬۵۳۱    | ۴،۲۰۰،۴۴۲    |
| ۲۶   | ایالت اداماوا          | ۳٬۱۷۸٬۹۵۰    | ۴،۲۴۸،۴۳۶    |
| ۲۷   | ایالت کراس ریور        | ۲٬۸۹۲٬۹۸۸    | ۳،۸۶۶،۲۶۹    |
| ۲۸   | ایالت ابیا             | ۲٬۸۴۵٬۳۸۰    | ۳،۷۲۷٬۳۴۷    |
| ۲۹   | ایالت ابونیی           | ۲٬۱۷۶٬۹۴۷    | ۳،۴۹۰،۳۸۳    |
| ۳۰   | ایالت اکیتی            | ۲٬۳۹۸٬۹۵۷    | ۳،۲۷۰،۷۹۸    |
| ۳۱   | ایالت کوارا            | ۲٬۳۶۵٬۳۵۳    | ۳،۱۹۲،۸۹۳    |
| ۳۲   | ایالت گومبه            | ۲٬۳۶۵٬۰۴۰    | ۳،۲۵۶،۹۶۲    |
| ۳۳   | ایالت یوبه             | ۲٬۳۲۱٬۳۳۹    | ۳،۲۹۴،۱۳۷    |
| ۳۴   | ایالت تارابا           | ۲٬۲۹۴٬۸۰۰    | ۳،۰۶۶،۸۳۴    |
| ۳۵   | ایالت ناساراوا         | ۱٬۸۶۹٬۳۷۷    | ۲،۵۲۳،۳۹۵    |
| ۳۶   | ایالت بایلسا           | ۱٬۷۰۴٬۵۱۵    | ۲،۲۷۷،۹۶۱    |
| –    | منطقه حوزه فدرال مرکزی | ۱٬۴۰۵٬۲۰۱    | ۳،۵۶۴،۱۲۶    |